# Judith Froese
Judith Froese (* 1985 in Köln) ist eine deutsche Juristin, die auf den Gebieten des Verfassungsrechts, Verwaltungsrechts und der Rechtsphilosophie arbeitet. Sie ist seit Juni 2021 Inhaberin des Lehrstuhls für Öffentliches Recht mit Nebengebieten an der Universität Konstanz.

## Leben
Nach dem Abitur und Baccalauréat général en littéraire studierte Froese von 2004 bis 2009 Rechtswissenschaft an der Universität zu Köln. Nach dem Ersten Staatsexamen legte sie 2014 die Zweite Staatsprüfung ab. 2013 wurde Froese mit einer Dissertation zu Wohnungseigentum zwischen individualgrundrechtlicher Gewährleistung und kollektiver Einbindung von der Universität zu Köln promoviert. Sie habilitierte sich 2020 dort mit der Arbeit Der Mensch in der Wirklichkeit des Rechts. Zur normativen Erfassung des Individuums durch Kategorien und Gruppen und bekam die Lehrbefugnis für Öffentliches Recht und Rechtsphilosophie verliehen. Die Veröffentlichung der Arbeit wurde gefördert durch die Geschwister Boehringer Ingelheim Stiftung für Geisteswissenschaften.
Von 2009 bis 2021 war Froese als Wissenschaftliche Mitarbeiterin am Seminar für Staatsphilosophie und Rechtspolitik bei Otto Depenheuer an der Universität zu Köln tätig (ab 2015 als Akademische Rätin auf Zeit). An der University of California, Los Angeles verbrachte sie 2017/2018 einen Forschungsaufenthalt bei Rogers Brubaker, der durch ein Forschungsstipendium der DFG gefördert wurde.
Im Sommersemester 2020 vertrat Froese die Professur für Öffentliches Recht von Steffen Augsberg an der Justus-Liebig-Universität Gießen, im Wintersemester 2020/2021 den Lehrstuhl für Rechts- und Sozialphilosophie von Dietmar von der Pfordten an der Georg-August-Universität Göttingen. Im Juni 2021 übernahm sie den Lehrstuhl für Öffentliches Recht an der Universität Konstanz.
Froese ist Mitglied in der Vereinigung der Deutschen Staatsrechtslehrer. Seit 2021 ist sie Projektleiterin beim Forschungsinstitut Gesellschaftlicher Zusammenhalt, Mitgründerin der 2015 gegründeten „Junge Forschungsgruppe Nachhaltigkeit“ an der Universität zu Köln, Mitglied des Wissenschaftlichen Beirats der Zeitschrift für das Recht der nachhaltigen Entwicklung und Mitglied des Wissenschaftlichen Beirats der Deutschen Stiftung Eigentum.

## Veröffentlichungen
Als Autorin
- Wohnungseigentum zwischen individualgrundrechtlicher Gewährleistung und kollektiver Einbindung (zugleich Dissertationsschrift Universität zu Köln, 2013), Springer 2015, doi:10.1007/978-3-662-44696-6
- Der Mensch in der Wirklichkeit des Rechts. Zur normativen Erfassung des Individuums durch Kategorien und Gruppen (zugleich Habilitationsschrift), Mohr Siebeck 2022, doi:10.1628/978-3-16-161028-8

Als Herausgeberin
- mit Johannes Dietlein: Jagdliches Eigentum. (= Band 17 der „Bibliothek des Eigentums“), Springer 2018, doi:10.1007/978-3-662-54771-7